# Sara Pellegrini
Sara Pellegrini (Varel, 5 maggio 1986) è una fondista italiana.

## Biografia
Nata a Varel, in Germania, nel 1986, è originaria della Val di Zoldo. Inizia a praticare lo sci di fondo a 7 anni, nel 1993, spinta da un'amica. Partecipa alle sue prime gare importanti nel 2007, a 21 anni.
Debutta in Coppa del Mondo il 14 dicembre 2013 a Davos, in Svizzera.
Nel 2015 vince la gara light della Marcialonga.
Nel 2017 è di scena ai Mondiali di Lahti, in Finlandia, nella 30 km tecnica libera, che chiude al 28º posto in 1h12'24"9.
A 31 anni partecipa ai Giochi olimpici di Pyeongchang 2018 in tre gare: la 10 km tecnica libera, dove arriva 38ª in 28'01"5, lo skiathlon 15 km, dove termina 35ª in 44'16"3 e la 30 km tecnica classica, che chiude, anche in questo caso, al 35º posto, in 1h36'07"3; l'anno successivo ai Mondiali di Seefeld in Tirol è stata 35ª nella 30 km e 35ª nello skiathlon.

## Palmarès

### Coppa del Mondo
- Miglior piazzamento in classifica generale: 83ª nel 2019